# 格里申娜镇农村居民点
格里申娜镇农村居民点（俄语：Гришинослободское сельское поселение）是俄罗斯联邦布良斯克州茹科夫卡区所属的一个农村居民点。其下辖有13个居民点，行政中心为格里申娜镇。据2015年统计，该农村居民点的人口为1652人。